# Ремзіє Гісар
Ремзіє Гісар (тур. Remziye Hisar; 1902—1992) — турецька учена-хімік, академік. Була першою туркенею, яка отримала диплом університету Сорбонна, займала академічні посади в різних турецьких університетах і видавала численні статті, переважно з метафосфатів і турецьких трав. Вона вважається однією з перших сучасних жінок-учених Туреччини.

## Раннє життя
Рамзіє народилася 1902 року в місті Юскюп в Османській імперії (нині Скоп'є, Північна Македонія). Її батько, Саліх Гулусі, був державним службовцем. Матір звали Айше Рефія. Через рік після проголошення другої Конституції у 1909 році сім'я переїхала до Стамбула.
Сім'я жила у бабусі. Ремзіє навчалася в початковій школі, закінчила 3 класи за один рік. З призначенням батька в інше місце в Стамбулі, сім'я знову переїхала, і вона навчалася в різних середніх школах по обидва боки Босфору. Вона навчалася п'ять років в школі-інтернаті в Капе в районі Фатіх, що дозволило їй поступити у вищий навчальний заклад. Ремзіє отримала вищу освіту в галузі природознавства у «Дарюль-фюнуні» (сучасний Стамбульський університет), де вона цікавилася, переважно, хіміїю. 15 липня 1919 року закінчила університет з відзнакою.
Відразу після закінчення школи Ремзіє приєдналася до невеликої групи своїх одногрупниць для поїздки в Баку (Азербайджан) для робти у педагогічному коледжі. Група відплила до Батумі і через три дні добралася до Баку. Під час обіду в Баку, влаштованого заможним азербайджанцем, Ремзіє зустрівся з Решитом Сурейєю (пізніше прозваним Гюрсі), лікарем з Туреччини. Вони заручилися 18 березня 1920 року і одружилися через місяць, 20 квітня. Незабаром вона з чоловіком виїхали з Азербайджану, який захопила Радянська Армія і повернулася до Стамбулу.
7 квітня 1921 року у подружжя народився син Феза (Гюрші), який пізніше став відомим математиком і фізиком. На запрошення свого колишнього вчителя, який на той час став директором департаменту освіти в міністерстві, поїхала в Адану працювати викладачкою. Ремзіє вирушила морем через Мерсін, залишивши півторарічного сина сво\й матері та старшій сестрі у Стамбулі. В Адані Ремзіє икладала математику в двокласовому училищі.
Через рік вона переїхала за чоловіком до Парижа, Франція, щоб завершити вищу освіту. У 1924 році у них народилася дочка Дега (Gürsey Owens), яка згодом стала турецьким представником Міжнародної асоціації психологів. Там вона здобула освіту з хімії в Університеті Сорбонни, була студенткою Марії Кюрі. Ремзіє отримала сертифікат з біохімії. Вона стала першою турецькою жінкою, яка отримала сертифікат у Сорбонні. Хоча Ремзіє і хотіла навчатися у докторантурі, їй довелося повернутися додому через відсутність стипендії після закінчення навчання.

## Кар'єра
Приїхавши в Стамбул, вона Ремзіє стає адміністраторомсередньої школи для дівчаток Еренкей. Ремзіє не любив цю посаду, тому що хотіла викладати хімію. Її заявка на навчання для отримання ступеня доктора філософії в Парижі спочатку була відхилена. Отже, вона подала заяву на посаду вчителя хімії у гірничому училищі в Зонгулдаку. У зв'язку з цим міністр освіти Кемаль Гюсню запропонував їй стипендію на навчання в докторантурі у Франції, а її сина Фезу влаштували у відомий Галатасарайський ліцей на безкоштовне навчання.
У 1930 році Ремзіє розлучилася з чоловіком. Вона взяла з собою дочку Дегу та молодшу сестру Міхр в Париж, де сестра дбала про дочку. Вона провела дослідження метафосфатів з Полем Паскалем (1880—1968), отримавши через три роки ступінь доктора філософії з відзнакою.
У 1933 році Ремзіє повернулася додому. Її призначили доцентом загальної хімії та фізичної хімії в Стамбульському університеті. У 1936 році вона переїхала до Анкари, щоб зайняти посаду спеціаліста з біохімії на кафедрі фармакодинаміки Інституту громадського здоров'я.
У 1947 році Ремзіє, що всяла прізвище Гісар. Вона влаштувалася до Стамбульського технічного університету на посаду доцента хімії на факультеті машинобудування та хімії. У1959 році отримала звання професора. У 1973 році вийшла на пенсію. Впродовж своєї кар'єри опублікувала понад 20 статей, в основному, про метафосфати і турецькі трави, багато з яких були опубліковані в Бюлетені Французького хімічного товариства.

## Останні роки
Після виходу на пенсію Ремзіє Гісар жила у своєму будинку в Анадолухісарі, успадкованому від батька. Вона померла незабаром після того, як взнала про смерть свого сина Фези у 1992 році.

## Визнання
У 1991 році вона була нагороджена премією Ради Туреччини з науково-технічних досліджень (TÜBİTAK).